# Henri Ier d'Ortenburg
Henri Ier, mort le 15 février 1241, est un ancêtre des comtes d'Ortenbourg en Bavière, une branche latérale de la maison de Sponheim. 

## Biographie

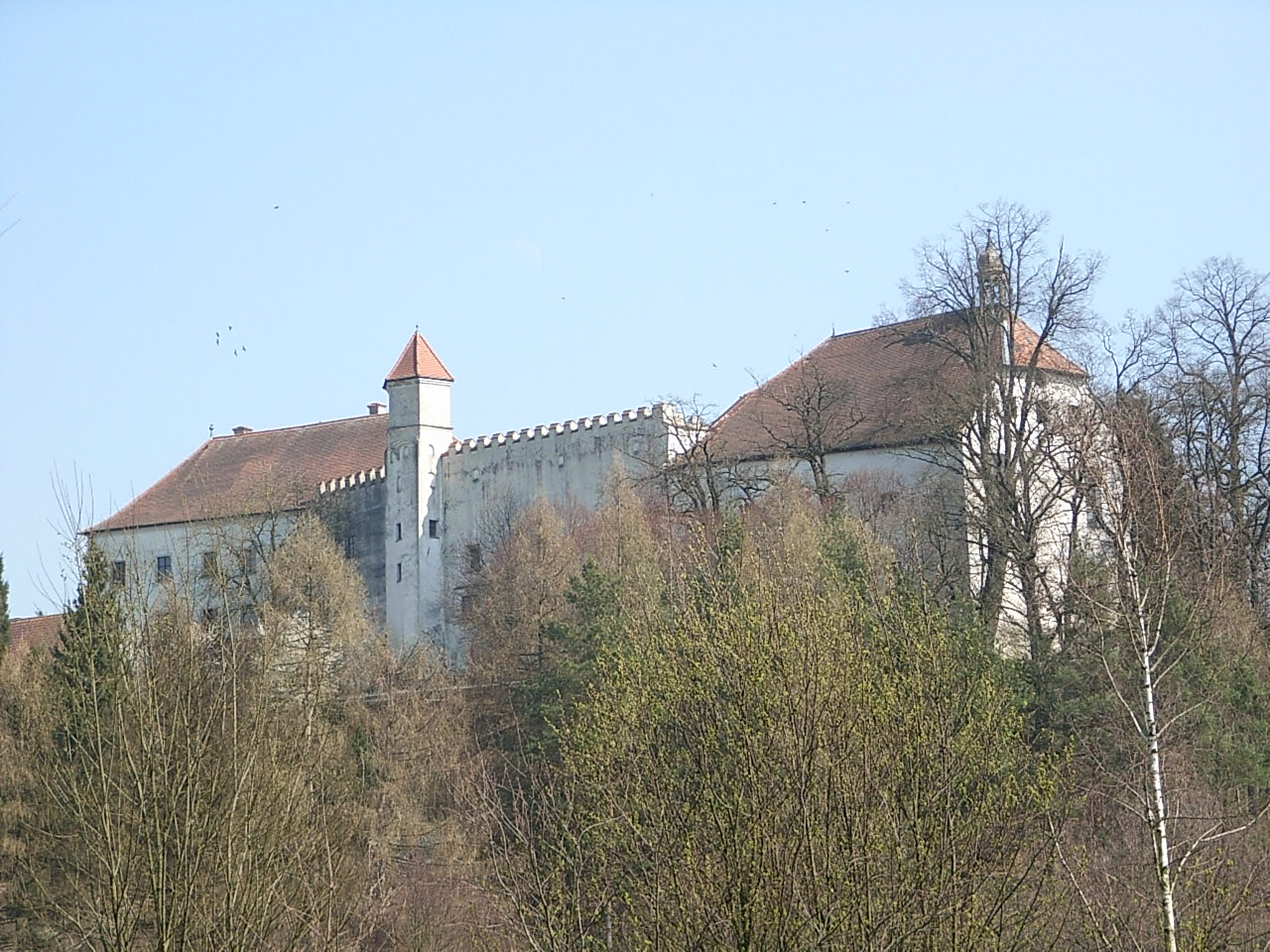
Château d'Ortenbourg.

Henri Ier est un fils cadet de Rapoto Ier (mort en 1186), comte d'Ortenbourg, et de son épouse Élisabeth, fille du comte Gebhard III de Sulzbach. Son père, il-même un fils cadet d'Engelbert II de Sponheim, duc de Carinthie, a reçu des biens près de Passau en Bavière où il fit construire le château d'Ortenbourg dans les années 1120. 
Henri et son frère aîné Rapoto II, futur comte palatin de Bavière à partir de 1208, sont fameux pour le rang qu'ils tiennent dans le Saint-Empire romain. Tous les deux, avec les fils de l'empereur Frédéric Barberousse, sont faits chevaliers à la diète de Mainzer Hoftag en 1184.

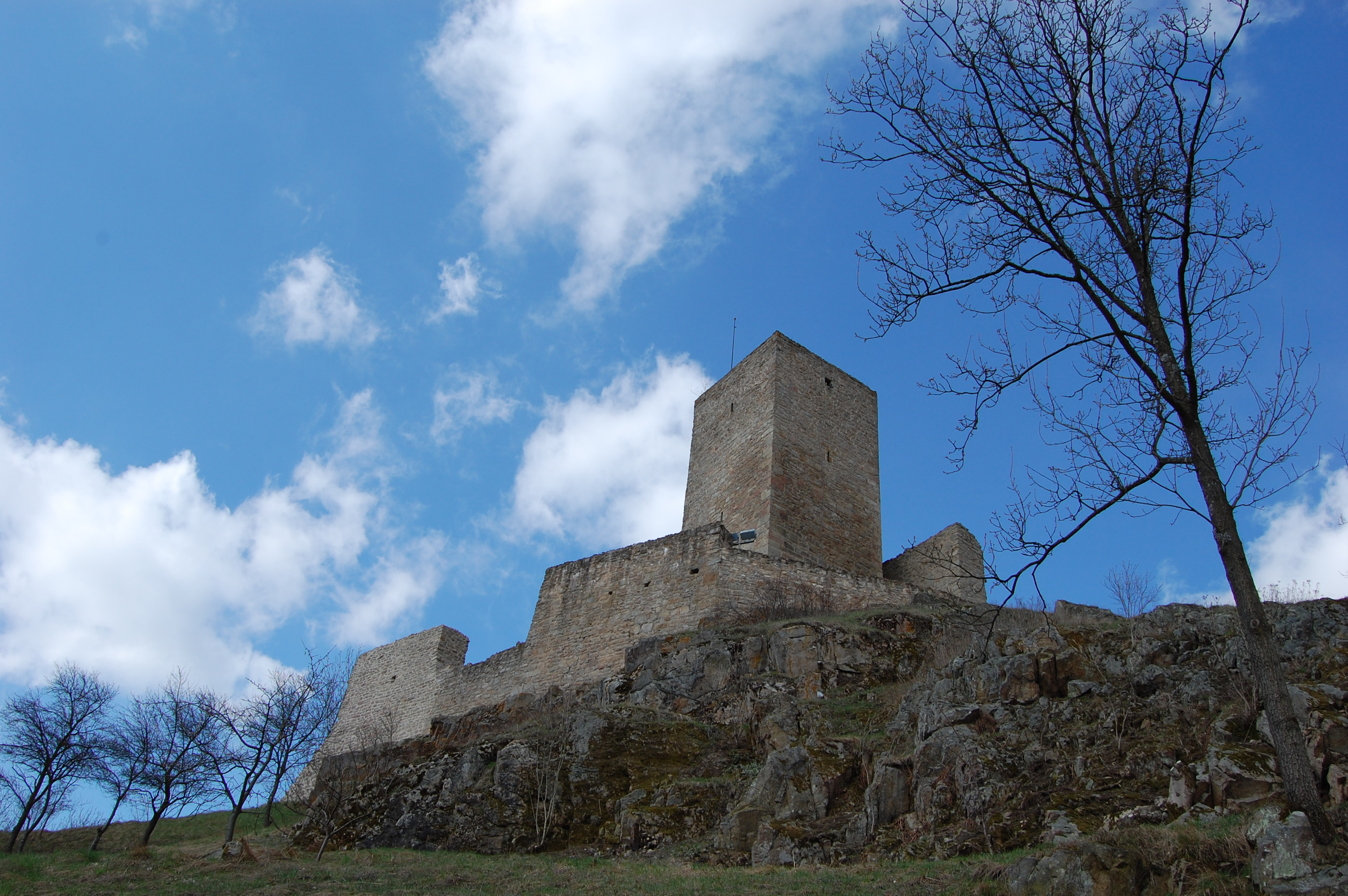
Château de Murach.

En 1188, lui et son frère reçoivent une partie de l'héritage considérable des comtes de Sulzbach, ancêtres de leur mère qui ont disparu dans la lignée masculine. Après la mort de son père Rapoto Ier le 26 août 1186, le domaine est divisé : Henri reçoit les possessions dans le Nordgau bavarois autour du château de Murach près de Viechtach, ainsi qu'un comté dans la vallée de la Wolfach dont le siège est au château d'Ortenbourg, y compris quelques possessions sur les rives de la Rott. Les domaines du Rottachgau, avec le comté de Kraiburg-Marquartstein, Rottal et du Chiemgau viennent à son frère aîné. Cette division du domaine est décisive, car elle est définitive et les domaines sont perdus après la disparition de la lignée des comtes palatins en 1248. 
En 1206, Henri et le prince-évêque de Passau octroyent les privilèges communaux à Vilshofen sur le Danube.
En 1217, il part pour la cinquième croisade. En 1218, il est le prévôt laïc du couvent augustin Saint-Nicolas de Passau et vers 1222 celui du chapitre de la cathédrale de Passau. 
Une charte de l'empereur Frédéric II datée de 1229 est particulièrement importante pour lui car elle lui donne le droit d'exploiter des mines. Il s'agit donc d'un transfert en quelque sorte de pouvoir régalien et il obtient donc de facto une indépendance partielle. Ce droit est considéré comme le noyau de l'immédiateté impériale ultérieure du comté d'Ortenbourg.
Les possessions d'Henri se développent considérablement en 1223 et 1232, lorsque Diepold de Leuchtenberg, les seigneurs de Höhnberg et Henri d'Altendorf (de la maison des comtes de Leonberg) lui promettent de riches possessions. Celles-ci comprennent la forteresse de Leuchtenberg, les possessions de Höchstadt et le château de Pfaffenhofen dans le Nordgau ainsi que des possessions autour de Mühlbach,  Neustadt et Neumarkt. Ses terres s'étendent du Rottal jusqu'à Tirschenreuth, le long de la frontière avec le royaume de Bohême.
En 1230 et son frère Rapoto II suivent l'empereur Frédéric II en Italie pour prendre part à la réconciliation avec le pape Grégoire IX.
En 1238, Henri donne ses terres autour du château-fort de Murach à ses trois fils puinés et à sa deuxième épouse Richgard.
Henri et son frère Rapoto II, ainsi que son neveu Rapoto III livrent souvent bataille à leurs voisins. Un premier conflit éclate en 1192 après que le duc Léopold V d'Autriche s'est emparé de son château d'Ortenbourg. Les années suivantes, Henri est également en conflit avec par exemple les comtes de Bogen (en 1199, 1212 et 1216) et les évêques Wolfgar et Mangold de Passau. En outre, Henri et son frère ont été invités à de nombreuses reprises à des diètes ou assemblées de l'empereur et des rois ou ducs du Saint-Empire.
Henri meurt le 15 février 1241. D'après un document de son fils Rapoto IV, il est enterré à la chapelle Saint-Sixte de la cathédrale de Passau.

## Descendants

Blason des comtes d'Ortenbourg.

Henri s'est marié deux fois. Il se marie une première fois avec Jutta de Bohême, fille du roi de Bohême, Ottokar Ier. Devenu veuf, il épouse Richgard, margravine d'Hohenburg, fille du margrave Diepold d'Hohenburg. Ses descendants sont:
1er lit:
- Élisabeth († 1272), elle épouse Gebhard IV.(† 1279), landgrave de Leuchtenberg
- Henri II († 4 février 1257), comte d'Ortenbourg
- Anne († 1239), elle épouse Frédéric IV († 30 août 1274), comte de Truhendingen
- Osanna († 17 janvier 1288), elle épouse Conrad  d'Ehrenfels

2e lit:
- Gebhard († 1275), comte d'Ortenbourg et comte de Murach
- Rapoto IV († 1296), comte d'Ortenbourg et comte de Murach, il épouse Cunégonde, fille de Diethalm de Bruckenberg
- Diepold († août 1285)

## Source de la traduction
- (de) Cet article est partiellement ou en totalité issu de l’article de Wikipédia en allemand intitulé « Heinrich I. (Ortenburg) » (voir la liste des auteurs).